# Palazzo Tocco di Montemiletto

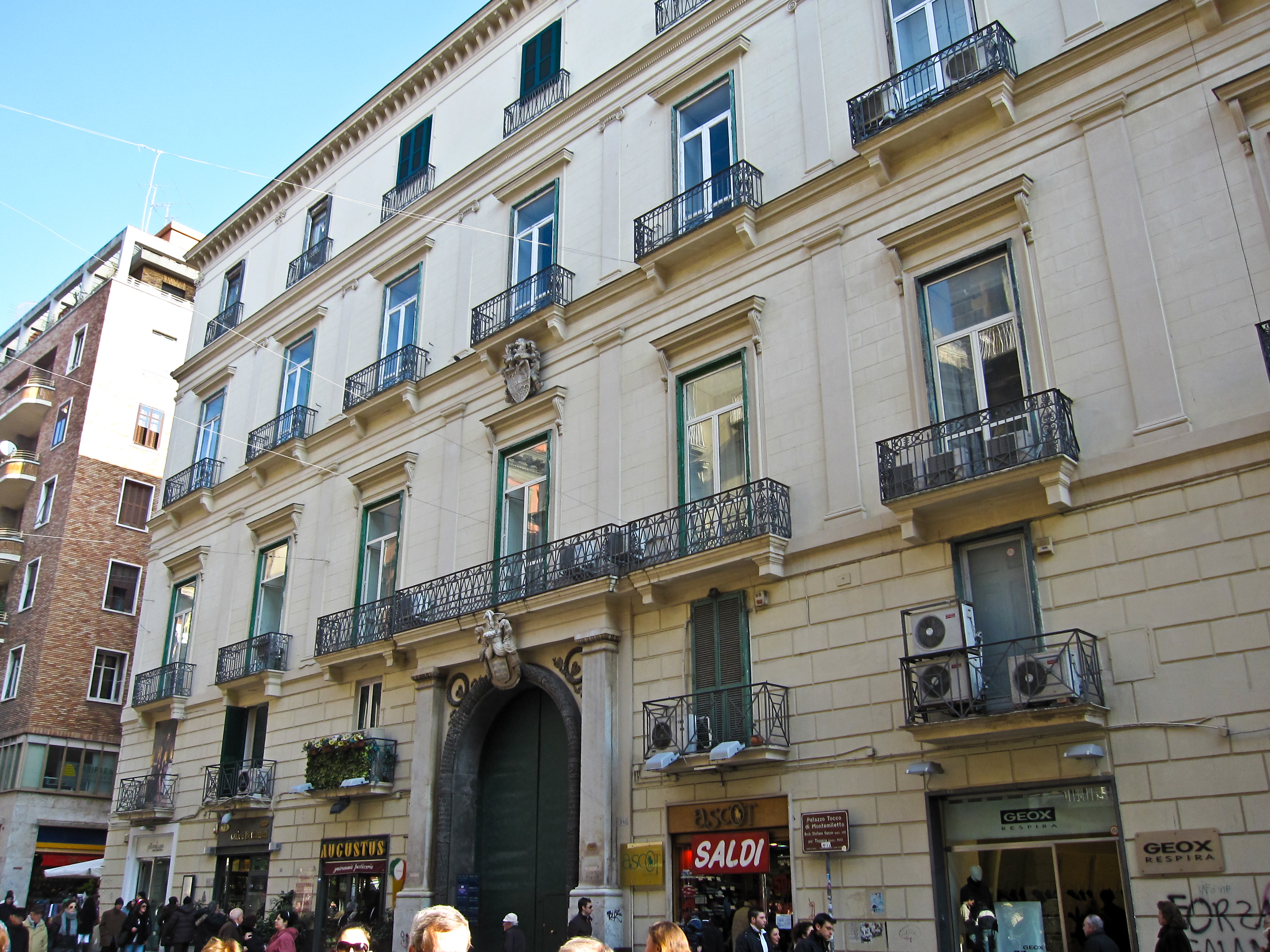
Palazzo Tocco di Montemiletto in Neapel

Der Palazzo Tocco di Montemiletto (früher Palazzo Tapia oder Palazzo Capece Galeota della Regina) ist ein Palast aus dem 16. Jahrhundert im Viertel San Giuseppe in Neapel in der italienischen Region Kampanien. Er liegt in der Via Toledo, 148.

## Geschichte und Beschreibung
Der frühere Name des 1566 errichteten Palastes ist auf die Tatsache zurückzuführen, dass der Architekt Giovan Francesco di Palma Mormanno ihn für den Adligen Egidio Tapia, Richter an der Vicarìa, dem alten neapolitanischen Gerichtshof, und späteren Präsidenten des königlichen Rechnungshofes (Regia Camera della Sommaria), entwarf.
Tapia kaufte später einige benachbarte Grundstücke und ließ dort einen weiteren Palast errichten, der vom erstgenannten aus direkt über eine Brücke erreichbar war, die die Straße überspannte, die die beiden Gebäude trennte. Die Brücke, die der Straße darunter ihren Namen verlieh (Via Ponte di Tappia mit zwei „p“ aufgrund eines Schreibfehlers) sollte bei den Arbeiten zum Abriss und Wiederaufbau des Viertels Carità abgerissen werden, ebenso wie der zweite für Tapia errichtete Palast.
Ein bedeutender Umbau des verbleibenden Palastes wurde 1832 unter der Leitung des Architekten Stefano Gasse abgeschlossen, der die Fassade in klassizistischem Stil umgestaltete.
Im Renaissancestil präsentiert sich heute nur noch das reich verzierte Portal.